# Angie Thomas
Angie Thomas é uma escritora norte-americana, conhecida por escrever o romance The Hate U Give (O ódio que você semeia, publicado pela editora Galera, no Brasil; O ódio que semeias, publicado pela editora Presença, em Portugal). A obra foi adaptada para os cinemas em 2018 como The Hate U Give.

## Biografia
Angie Thomas nasceu em 1988 e cresceu em Jackson, Mississippi. Ela cresceu perto da casa do ativista de direitos civis Medgar Evers e sua mãe teria ouvido o tiro que o matou. Quando tinha seis anos, Thomas testemunhou um tiroteio. No dia seguinte, sua mãe a levou até a biblioteca para mostrar a ela que "havia mais no mundo do que o que [Thomas] viu naquele dia". Esse incidente deu origem à sua carreira como escritora. No mesmo ano, ela escreveu sua primeira história, uma fanfic sobre o Mickey Mouse.
Thomas foi a primeira negra a se graduar em Escrita criativa, pela Universidade de Belhaven, uma faculdade particular cristã, no Mississippi.

## Carreira
Em 2009, a mídia noticiou o assassinato de Oscar Grant, um negro de 22 anos, que estava desarmado, foi detido e depois baleado pelas costas pela polícia da Califórnia. Tanto o assassinato - que provocou protestos na época - mas também a narrativa em torno dele irritaram profundamente a autora. Esse acontecimento e as mortes de outros jovens negros, como Trayvon Martin e Tamir Rice, foram as principais influências para a escrita do seu primeiro romance O ódio que você semeia. Seus primeiros textos literários se encaixavam no gênero fantasia, por não acreditar que relatos sobre a sua própria experiência pudessem ter relevância. Porém, ela falou com um de seus professores da faculdade, que sugeriu que suas experiências eram únicas e que sua escrita poderia dar voz àqueles que foram silenciados e cujas histórias não foram contadas.
Thomas cita Tupac Shakur como inspiração para sua escrita. Ela sentiu uma variedade de emoções ao ouvir a música dele e queria alcançar um efeito semelhante ao de um escritor, ao fazer pensar, rir e chorar. Em uma entrevista ao The Daily Telegraph, Thomas afirmou que ela pretende "mostrar a verdade e derrubar estereótipos" com a sua escrita e vai além, dizendo que é importante para a comunidade branca ouvir as queixas do movimento Black Lives Matter. Em 2018, o livro O ódio que você semeia foi adaptado para o cinema com o mesmo título, pela Fox 2000, estrelando Amandla Stenberg.

### Livros publicados no Brasil
- O ódio que você semeia. Galera, 2017. ISBN 9788501110817
- Na hora da virada. Galera, 2019. ISBN 9788501117045
- Blackout - O amor também brilha no escuro. Várias autoras. Galera, 2021. ISBN 9788555341700
- Uma rosa no concreto. Galera, 2021. ISBN 9786559810642

### Livros publicados em Portugal
- O ódio que semeias. Presença, 2017. ISBN 9789722360920
- Blackout - O amor também brilha no escuro. Presença, 2022. ISBN 9789722369749